# Ramat Rachel
Ramat Rachel (Hebreeuws: רמת רחל) is een kibboets in Israël, gelegen tussen Jeruzalem en Bethlehem. Ramat Rachel telt 510 inwoners en behoort tot de regionale raad van Mateh Yehuda.
De naam Ramat Rachel (heuvel van Rachel) verwijst naar Rachel, de vrouw van de aartsvader Jakob en de moeder van Jozef en Benjamin, van wie het graf zich hier in de directe nabijheid zou bevinden.
Ramat Rachel werd in 1926 gesticht door de Gdud HaAvoda, een socialistische zionistische beweging. Tijdens de onlusten van 1929, waarbij 133 Joden vermoord werden en 339 Joden gewond raakten, werd de kibboets verwoest. In de jaren dertig werd de kibboets weer opgebouwd. Tijdens de Arabisch-Israëlische Oorlog van 1948 werd zwaar gevochten om Jeruzalem. Het grondgebied van de kibboets wisselde zes keer van heerschappij, maar kwam uiteindelijk bij Israël. De kibboets werd hierbij wederom verwoest. Tijdens de Zesdaagse Oorlog werd de kibboets aangevallen door Jordaanse artillerie, waardoor de kibboets voor de derde keer verwoest werd.
Tegenwoordig vormt de kibboets een enclave in het stadsgebied van Jeruzalem en is een belangrijke archeologische site, waar opgravingen al sinds 1930 plaatsvinden. Er zijn onder andere overblijfselen gevonden van het koninklijk paleis van Juda.